# Пока (Західна Вірджинія)
Пока (англ. Poca) — місто (англ. town) в США, в окрузі Патнем штату Західна Вірджинія. Населення — 874 особи (2020).

## Географія
Пока розташована за координатами 38°28′18″ пн. ш. 81°48′44″ зх. д. / 38.47167° пн. ш. 81.81222° зх. д. (38.471718, -81.812210).  За даними Бюро перепису населення США в 2010 році місто мало площу 1,95 км², з яких 1,52 км² — суходіл та 0,43 км² — водойми.

## Демографія
Згідно з переписом 2010 року, у місті мешкали 974 особи в 395 домогосподарствах у складі 290 родин. Густота населення становила 500 осіб/км².  Було 415 помешкань (213/км²).
Расовий склад населення:
| - 98,7 % — білих - 0,5 % — чорних або афроамериканців - 0,2 % — азіатів |

До двох чи більше рас належало 0,6 %. Частка іспаномовних становила 0,6 % від усіх жителів.
За віковим діапазоном населення розподілялося таким чином: 21,6 % — особи молодші 18 років, 59,5 % — особи у віці 18—64 років, 18,9 % — особи у віці 65 років та старші. Медіана віку мешканця становила 42,9 року. На 100 осіб жіночої статі у місті припадало 94,0 чоловіків;  на 100 жінок у віці від 18 років та старших — 86,8 чоловіків також старших 18 років.
Середній дохід на одне домашнє господарство  становив 58 608 доларів США (медіана — 49 464), а середній дохід на одну сім'ю — 65 673 долари (медіана — 53 750). Медіана доходів становила 48 958 доларів для чоловіків та 31 830 доларів для жінок. За межею бідності перебувало 14,3 % осіб, у тому числі 13,8 % дітей у віці до 18 років та 10,2 % осіб у віці 65 років та старших.
Цивільне працевлаштоване населення становило 449 осіб. Основні галузі зайнятості: освіта, охорона здоров'я та соціальна допомога — 27,2 %, роздрібна торгівля — 16,7 %, виробництво — 9,6 %, публічна адміністрація — 8,0 %.